# 나고야조역
나고야조역(나고야성역,일본어: 名古屋城駅 나고야조에키[*])은 일본 아이치현 나고야시 나카구 산노마루에 있는 나고야 시영 지하철 메이조 선의 역이다. 부역명은 시청/현청이다.

## 역 정보
- 내리는 문의 방향: 오른쪽

| 1 | ■ 메이조 선 (내선 순환, 반시계방향) | 사카에・가나야마・아라타마바시・ 〓 메이코 선에 직결 운행 나고야코 방면 |
| 2 | ■ 메이조 선 (외선 순환, 시계방향)   | 오조네・모토야마・야고토 방면                                           |

## 역세권 정보
- 나고야 성
- 나고야 시청
- 아이치 현청(縣廳)
- 아이치 현 경찰 본부
- 히가시오테 역(나고야 철도 세토 선, 환승역이 아님)

## 역사
- 1965년 10월 15일: 시야쿠쇼역으로 영업 개시
- 2023년 1월 4일: 역명을 나고야조역으로 개명

## 사진

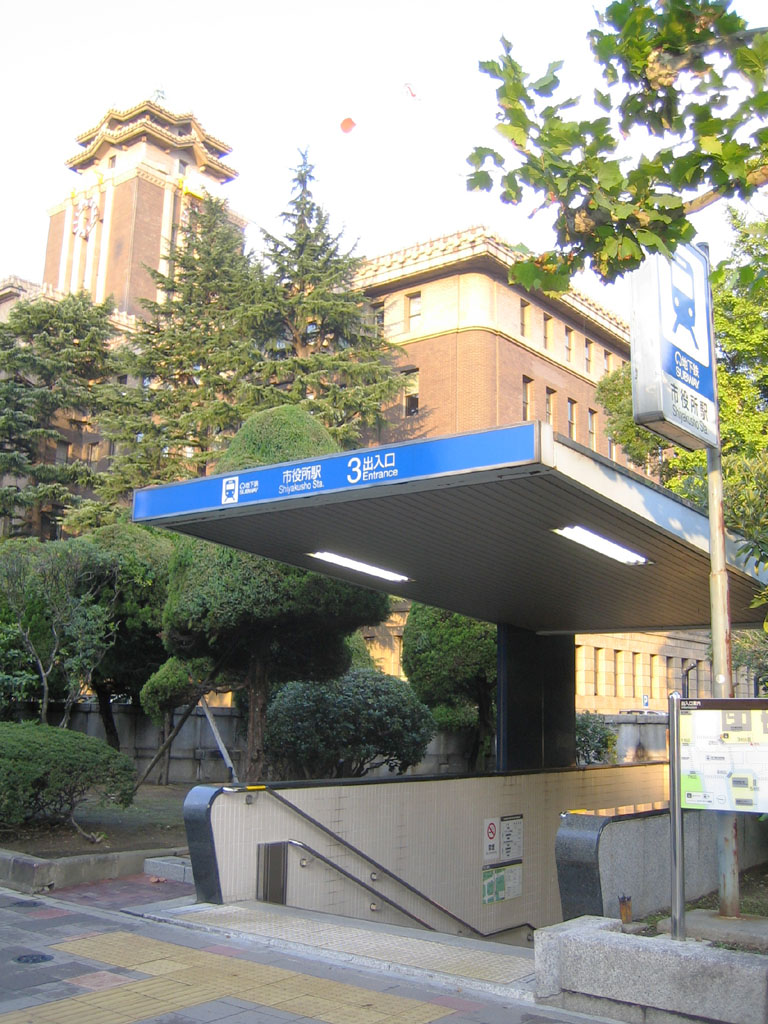
3번 출입구

## 인접역
| 나고야 시영 지하철 ■ 메이조 선         | 나고야 시영 지하철 ■ 메이조 선 | 나고야 시영 지하철 ■ 메이조 선     |
| -------------------------------------- | ------------------------------ | ---------------------------------- |
| M06 히사야오도리 내선 순환, 반시계방향 |                                | 메이조코엔 M08 외선 순환, 시계방향 |